# Cantarell

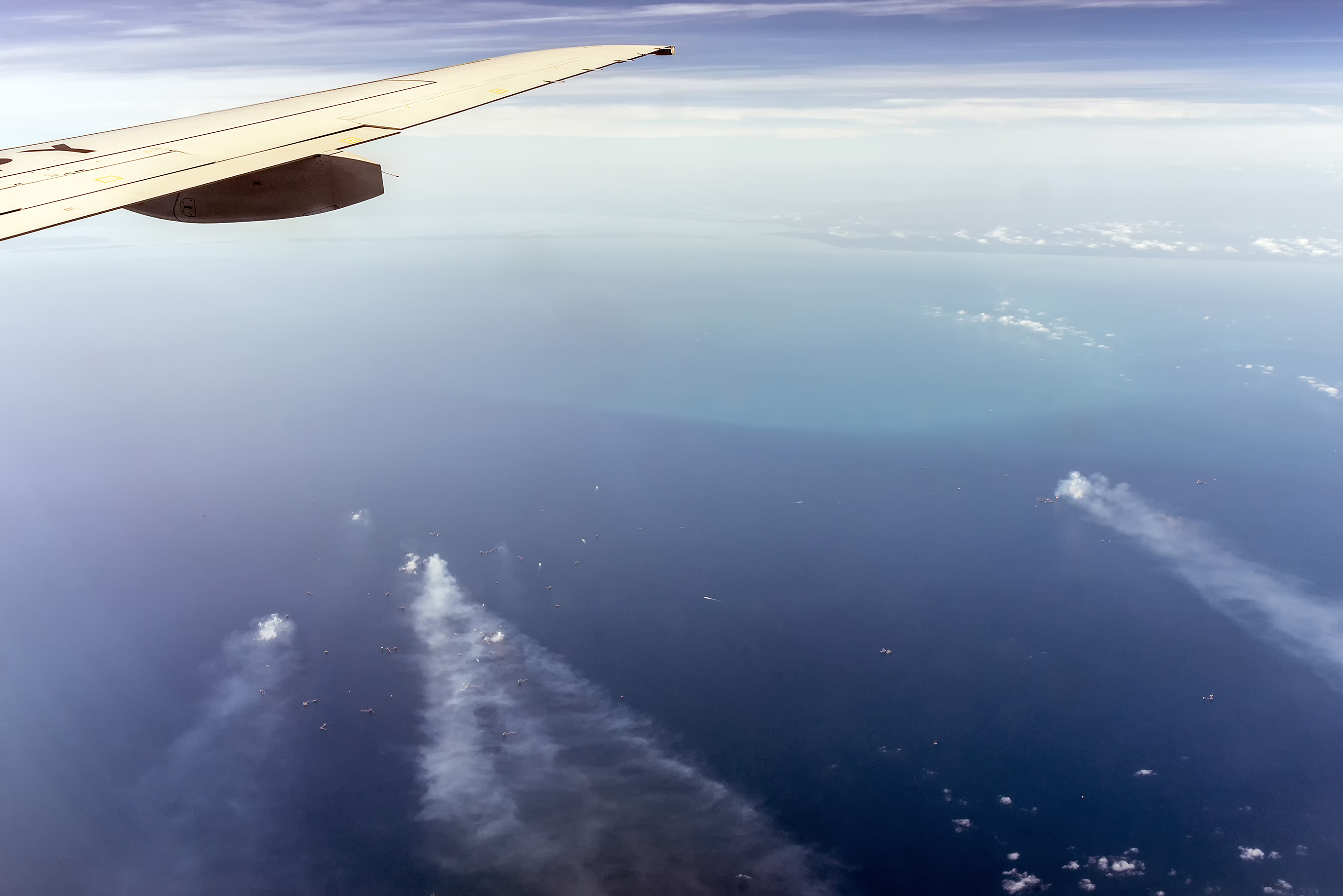
Cantarell

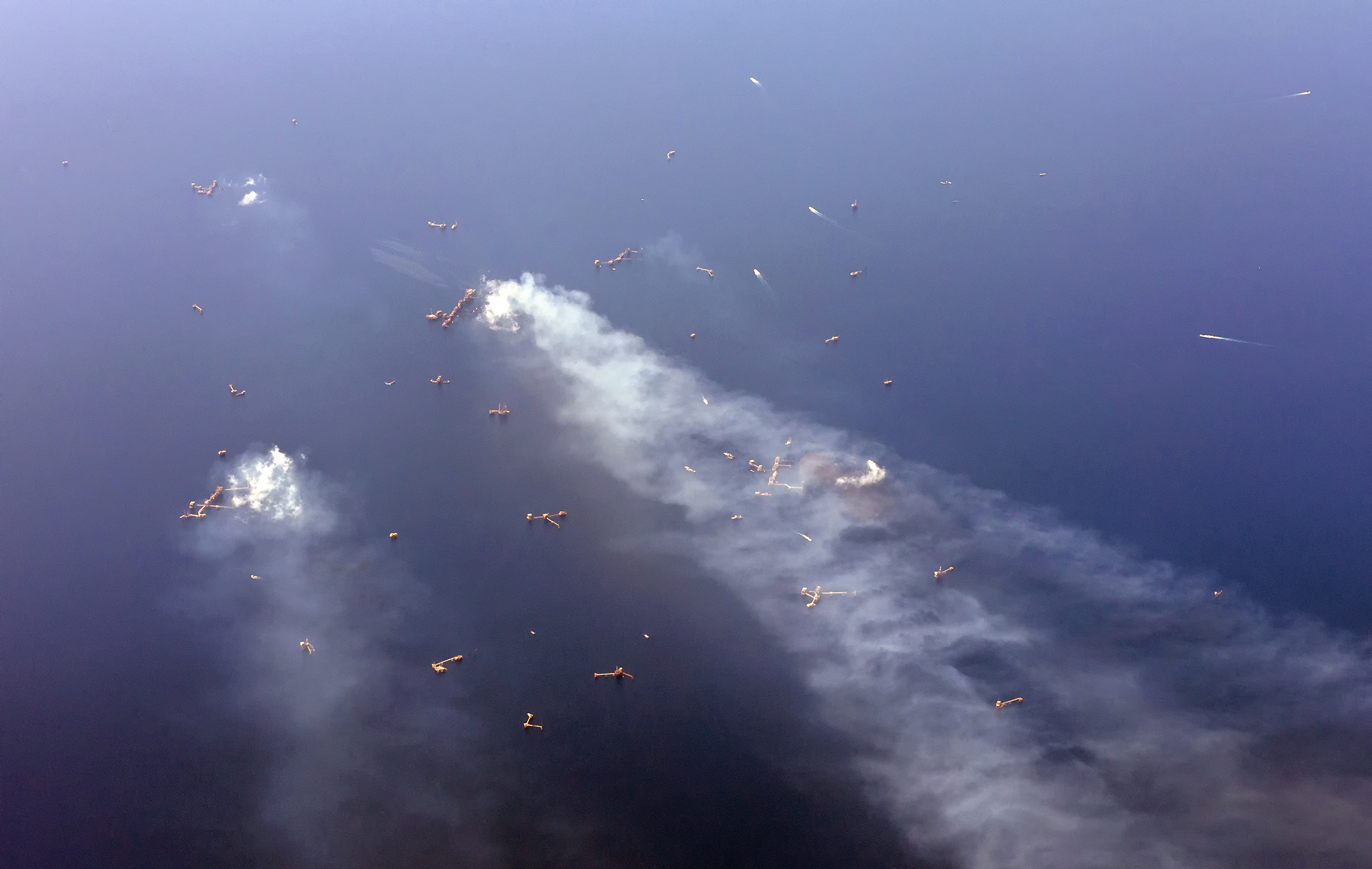
Cantarell

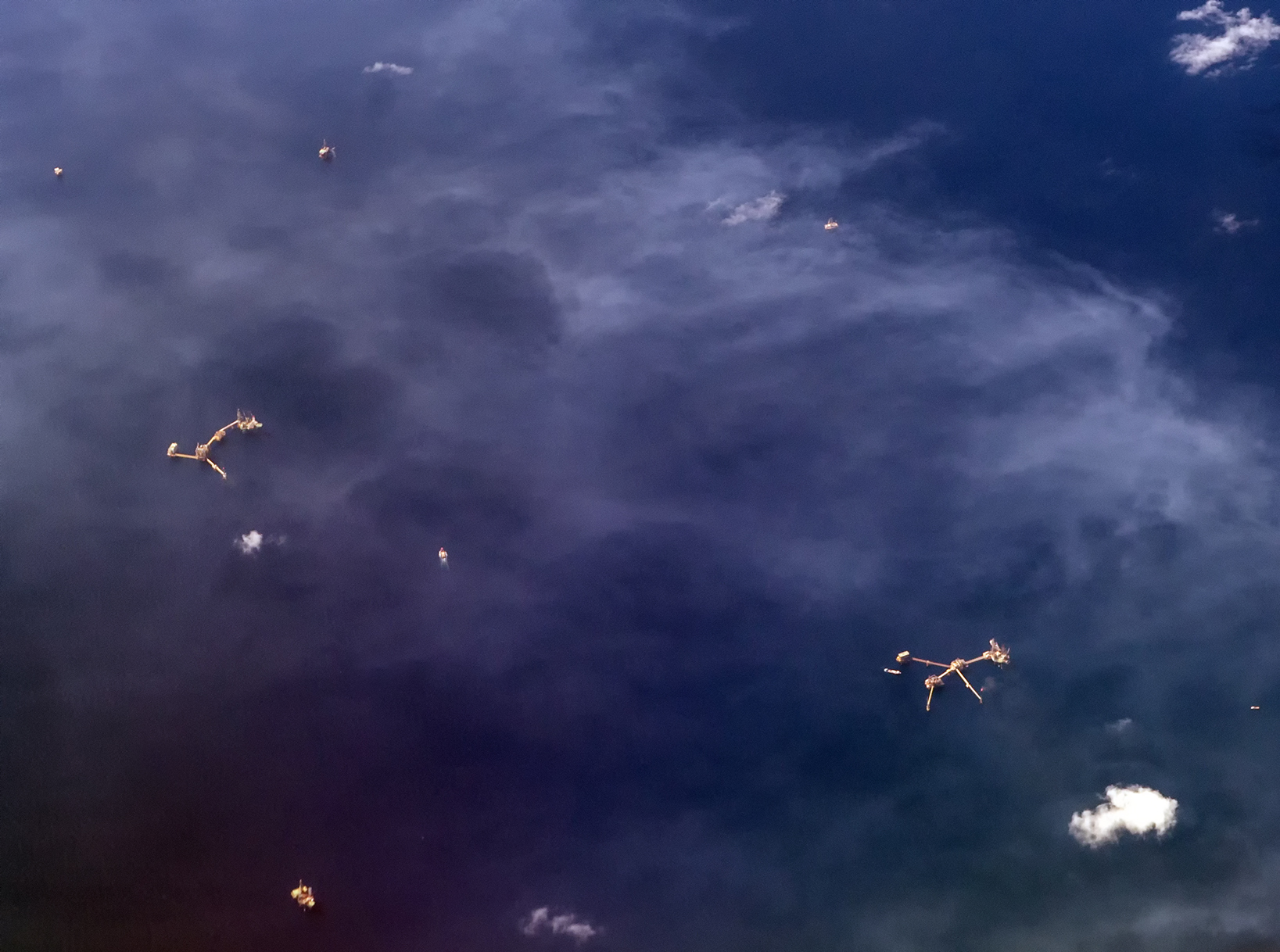
Cantarell

Cantarell (Cantarell Field nebo Cantarell Complex) je největší ropné pole Mexika a jedno z největších ropných polí na světě. Bylo objeveno rybářem Rudesindem Cantarellem v roce 1976.
Z pole těží mexická společnost PEMEX, vlastněná státem. Podle jejích údajů z listopadu 2006 vydalo doposud pole 11,492 miliardy barelů ropy.
Pole Cantarell se nachází 80 km od pobřeží zátoky Campeche. Sestává ze čtyř hlavních polí: Akal (které je ze všech největší), Nohoch, Chac a Kutz. Ložiska ropy byla zformována z období pozdní křídy ze sutin asteroidu, který vytvořil Chicxulubský kráter. Nedávno objevený Sihil (s odhadovanou kapacitou 1 - 1,5 mld barelů) obsahuje lehkou ropu z jurské vrstvy pod ostatními a považuje se za samostatné pole, přestože těžba z něj bude využívat infrastrukturu vybudovanou kolem Cantarellu ze začátku 80. let.

## Produkce
Již v roce 1981 pole produkovalo 1,16 mil barelů denně, v polovině 90. let produkce klesla o asi 12,5 %. V roce 2000 začaly injektace dusíku (s cílem zvýšit tlak v ložisku a usnadnit tak těžbu) a produkce postupně narostla až na 2,13 mil barelů denně, což jej vyhouplo na druhé místo v denní produkci hned za saúdský Ghawar.
Dusíkové injektace, na které přispělo konsorcium mexických a amerických společností, jsou vybudovány v pěti produkčních linkách, z nichž každá má vlastní vzduchový separátor a turbínový generátor.
12. září 2004 oznámil Luis Ramírez Corzo, šéf průzkumné a výrobní divize PEMEXu, že od roku 2006 bude produkce ropy klesat v poměrně strmém úbytku 14 % ročně. V březnu 2006 bylo oznámeno, že produkce z roku 2006 klesla oproti roku 2005 o 13,1 % a Cantarell tak přešel přes svůj ropný vrchol. Ke konci roku 2008 se předpokládá pokles produkce o víc než polovinu z maxima z roku 2005.